# Nijkerk
Nijkerk es una ciudad y un municipio de la Provincia de Güeldres al medio de los Países Bajos.
Nijkerk es localizada al noroeste de la región boscosa de Veluwe y bordea el lago de Nijkerkernauw.